# Michaił Tiulapkin
Michaił Siergiejewicz Tiulapkin (ros. Михаил Сергеевич Тюляпкин; ur. 4 maja 1984 w Niżnym Nowogrodzie) – rosyjski hokeista.
Jego ojciec Siergiej (ur. 1954) i brat Dienis (ur. 1978).

## Kariera
- Torpedo 2 Niżny Nowogród (2000-2002)
- CSKA 2 Moskwa (2001/2002)
- Torpedo Niżny Nowogród (2002–2004)
- Mietałłurg Nowokuźnieck (2004–2006)
- Mietałłurg 2 Nowokuźnieck (2004/2006)
- Ak Bars Kazań (2006–2008)
- Torpedo Niżny Nowogród (2008–2010)
- Jugra Chanty-Mansyjsk (2010–2011)
- Torpedo Niżny Nowogród (2011-2013)
- Jugra Chanty-Mansyjsk (2013-2014)
- Atłant Mytiszczi (2014-2015)
- Amur Chabarowsk (2015-2016)
- Torpedo Niżny Nowogród (2016)
- HK Sarow (2016-2017)

Uczestniczył w turnieju mistrzostw świata juniorów do lat 20 edycji 2004.
Wychowanek i do 2013 zawodnik Torpedo Niżny Nowogród. Od 1 maja 2013 drugi raz w karierze gracz klubu Jugra Chanty-Mansyjsk, związany rocznym kontraktem. Od maja 2014 zawodnik Atłanta Mytiszczi. Od czerwca 2015 zawodnik Amuru Chabarowsk. Od końca września 2016 zawodnik HK Sarow, a od października do grudnia 2016 ponownie w Torpedo Niżny Nowogród. W sezonie 2016/2017 grał w HK Sarow.

## Sukcesy
- Puchar Mistrzów: 2007 z Ak Barsem Kazań
- Puchar Kontynentalny: 2008 z Ak Barsem Kazań